# Георгенберг
Георгенберг (нем. Georgenberg) — община в Германии, в земле Бавария. 
Подчиняется административному округу Верхний Пфальц. Входит в состав района Нойштадт-ан-дер-Вальднаб. Подчиняется административному сообществу Плайштайн. Население составляет 1416 человек (на 31 декабря 2010 года). Занимает площадь 33,43 км².
Община подразделяется на 28 сельских округов.

## Население
По оценке на 31 декабря 2015 года население общины Георгенберг составляет 1345 чел. 

| Дата      | 1840 | 1871 | 1900 | 1925 | 1939 | 1950 | 1961 | 1970 | 1987 | 2011 |
| --------- | ---- | ---- | ---- | ---- | ---- | ---- | ---- | ---- | ---- | ---- |
| Население | 1629 | 1787 | 1734 | 1826 | 1753 | 2154 | 1791 | 1610 | 1508 | 1380 |

| Год       | 1960 | 1970 | 1980 | 1990 | 2000 | 2009 | 2010 | 2011 | 2012 | 2013 | 2014 | 2015 |
| --------- | ---- | ---- | ---- | ---- | ---- | ---- | ---- | ---- | ---- | ---- | ---- | ---- |
| Население | 1789 | 1589 | 1500 | 1558 | 1439 | 1420 | 1416 | 1371 | 1354 | 1347 | 1336 | 1345 |